# Zbigniew Dregier
Zbigniew Dregier (ur. 17 lipca 1935 w Cumaniu) – polski koszykarz, dwukrotny olimpijczyk (1960, 1964), wicemistrz Europy (1963), dwukrotny brązowy medalista mistrzostw Europy (1965 i 1967), medalista mistrzostw Polski.

## Kariera sportowa

### Kariera reprezentacyjna
Był jednym z czołowych graczy reprezentacji Polski lat 60. Debiutował w kadrze w 1956, był kandydatem do występu na mistrzostwach Europy w 1957 (w ostatniej chwili zastąpił go Zdzisław Skrzeczkowski), chociaż występował wówczas w II lidze. Na mistrzostwach Europy wystąpił łącznie 4. razy, w 1959 zajął z drużyną 6 miejsce, w 1963 został wicemistrzem Europy, w 1965 i 1967 zdobył brązowe medale mistrzostw Europy. Dwukrotnie wystąpił na Igrzyskach Olimpijskich (1960 - 7 m., 1964 - 6 m.), raz na mistrzostwach świata (1967 - 5 m.). W reprezentacji grał do 1968, łącznie wystąpił w 198 spotkaniach, zdobywając 815 punktów.

### Kariera klubowa
Był wychowankiem AZS Gdańsk. z którym w 1954 zwyciężył w rozgrywkach Centralnej Spartakiady, w 1954 zadebiutował w I lidze, w barwach Spójni Gdańsk, w latach 1956–1958 odbywał służbę wojskową i występował wówczas w II-ligowej CWKS (Zawiszy) Bydgoszcz. W sezonie 1958/1959 ponownie występował w Spójni, gdzie uplasował się na dziewiątym miejsce w lidze, pod względem sumy zdobytych punktów. Od 1959 do 1970 (przez 11 sezonów) był graczem Wybrzeża Gdańsk, z którym zdobył wicemistrzostwo Polski w 1970 i dwa brązowe medale mistrzostw Polski (1964, 1968). W 1970 wyjechał do Francji, gdzie występował jako grający trener w zespołach niższych klas Marly i Aulnoye.
12 maja 1964 wziął udział w meczu Gdańsk Wybrzeże (71:117) All-Stars USA. W składzie reprezentacji gwiazd znajdowali się zawodnicy NBA: Bob Pettit (Hawks), Tom Heinsohn (Celtics), Bill Russell (Celtics), Oscar Robertson (Royals), Jerry Lucas (Royals), Tom Gola (Knicks), Bob Cousy, K.C. Jones (Celtics). W spotkaniu tym zanotował 14 punktów.

## Osiągnięcia
Na podstawie, o ile nie zaznaczono inaczej.
Reprezentacyjne
- Wicemistrz Europy (1963)
- 2-krotny brązowy medalista mistrzostw Europy (1965, 1967)
- Uczestnik:
  - mistrzostw:
    - świata (1967 – 5. miejsce)
    - Europy (1959 – 6. miejsce, 1963, 1965, 1967)

  - igrzysk olimpijskich (1960 – 7. miejsce, 1964 – 6. miejsce)

Drużynowe
- Wicemistrz Polski (1970)
- Brązowy medalista mistrzostw Polski (1964, 1968)
- Finalista pucharu Polski (1969)
- Mistrz Centralnej Spartakiady (1954)

Indywidualne
- Najlepszy sportowiec województwa gdańskiego w plebiscycie Dziennika Bałtyckiego (1963)
- Srebrny medal „Za wybitne osiągnięcia sportowe"
- Brązowy medal „Za wybitne osiągnięcia sportowe" (3x)
- Zaliczony do Złotej Pomorskiej 20-tki Wszech Czasów Jerzego Geberta (2010)[4].
- Podium podczas Gali 60-lecia Pomorskiej Koszykówki w plebiscycie na najlepszego koszykarza (2006)

Odznaczenie
- Brązowy Medal za Wybitne Osiągnięcia Sportowe (1967)[5]